# Ottawafördraget

Länder som skrivit under avtalet.

Ottawafördraget, eller Minförbudsfördraget, formellt Konvention om förhindrande av användning, lagring, produktion och omplacering av truppminor och om deras förstörelse, förbjuder totalt alla truppminor. Fram tills nu har 164 länder skrivit på fördraget. 40 stater, bland andra Kina, Ryssland och USA har ej skrivit på fördraget.

## Historia
De första stegen mot ett antagande togs under 1992. Skrivet i Oslo, Norge, den 18 september 1997, så blev länder inbjudna till att inleda konventionen i Ottawa, Kanada, den 3 och 4 december 1997. Från början öppnat i Ottawa, så var fördraget öppet för påskrivning vid FN:s högkvarter i New York från och med 5 december 1997. Fördraget krävde 40 ratifikationer för att träda i kraft och bli internationell lag. Den 16 september 1998 blev Burkina Faso det 40:e landet att skriva på fördraget. Fördraget trädde i kraft och blev bindande mellan de 40 ratificerande länderna den 1 mars 1999.
Efter det datumet, så blir varje nytt land bundet till fördraget sex månader efter att dess ansökan lämnats in. Vid den tidpunkten anses landet vara en part i fördraget.

## Verkställande av fördraget
Förutom att stoppa produktionen och utvecklingen av truppminor, så måste ett medlemsland förstöra alla truppminor i sin ägo inom fyra år. Endast ett litet antal minor är tillåtet att behålla i träningssyfte (minröjning, minsökning, osv.). Inom tio år efter att man skrivit på fördraget skall ett medlemsland ha rensat bort alla minerade områden. Detta är en svår uppgift för många länder, men vid de årliga mötens (se nedan) så kan de begära en förlängning (och hjälp).
Endast truppminor täcks av fördraget. Blandade minor, antistridsvagnsminor, fjärrkontrollerade s.k. claymore-minor, antihandhavningsanordningar (fällor) och andra stillastående sprängladdningar som används mot personer täcks ej av fördraget.

## Förstörande av befintligt lager
Enligt International Campaign to Ban Landmines rapport för maj 2006 har ett flertal länder deklarerat lager på totalt över 160 miljoner landminor, av vilka mer än 39,5 miljoner har förstörts hittills av medlemsländerna. 74 länder har slutfört förstöringen av sina lager, och ytterligare 64 länder har deklarerat att de ej har några lager att förstöra.

## Medlemsländer
Det var från början 122 medlemmar 1997, fram tills februari 2025 har det skrivits på av 155 länder och ratificerats av 166. 40 länder har ej skrivit på fördraget. De mäktigaste länder som ej har skrivit på fördraget är Folkrepubliken Kina, Indien, USA och Ryssland. USA vägrar att skriva på fördraget eftersom det ej medger ett ”koreanskt undantag”, eftersom truppminor är en kritisk del av USA:s militära strategi i Sydkorea. Enligt USA:s regering så hjälper de en miljon minor längs den demilitariserade zonen mellan Nord och Syd till att bibehålla den delikata freden genom att avskräcka en nordkoreansk attack. Indien har ej skrivit på avtalet eftersom landet anser att minor är nödvändiga för att förhindra infiltration av pakistanskt tränade islamistiska extremister till den Indienadministrerade delen av Kashmir.
Det finns en klausul i avtalet, Artikel 3, i vilken länder tillåts att behålla truppminor för användning i träning eller utveckling av motåtgärder. 64 länder har valt att göra detta. Totalt har 289 000 minor förklarats som sparade under Artikel 3. Ytterligare 23 länder har ej givit en siffra.

## Årliga möten
Årliga möten mellan fördragets medlemsländer hålls på olika platser världen runt. Dessa möten skapar ett forum för rapporter om vad som har åstadkommits, indikerar var mer arbete behövs, samt ger medlemsländerna möjlighet att söka den assistans de har behov av.
- Det 1:a årliga mötet hölls i maj 1999 i Maputo, (i minpåverkade) Moçambique
- Det 2:a årliga mötet hölls i september 2000 i Genève, Schweiz
- Det 3:e årliga mötet hölls i september 2001 i Managua, (i minpåverkade) Nicaragua
- Det 4:e årliga mötet hölls i september 2002 i Genève, Schweiz
- Det 5:e årliga mötet hölls i september 2003 i Bangkok, Thailand
- Den första granskningskonferensen (fem år efter fördraget trädde i kraft) hölls från 29 november till 3 december i Nairobi, Kenya
- Det 6:e årliga mötet hölls i november/december i Zagreb, Kroatien
- Det 7:e årliga möte hölls i Genève, Schweiz